# Bataille de Ka-san
 (mai 2024).
Le contenu est difficilement compréhensible vu les erreurs de traduction, qui sont peut-être dues à l'utilisation d'un logiciel de traduction automatique.
Guerre de Corée
Batailles
Bataille du périmètre de Busan :

Août :
- Masan
- Massacre de Bloody Gulch
- Battle Mountain
- Nakdong (1re)
- Pohang
- Daegu
- Bowling Alley
- Massacre de la colline 303

Septembre :
- Grande offensive du Nakdong
- Gyeongju
- Tabu-dong
- Ka-san
- Nakdong (2e)
- Yongsan
- Haman
- Rivière Nam

Contexte :
- Ordre de bataille
- Logistique

La bataille de Ka-san est un engagement entre les forces des Nations unies et de Corée du Nord lors de la guerre de Corée qui se déroule du 1er au 18 septembre 1950 dans les environs de Ka-san, au nord de Daegu en Corée du Sud. Cette bataille fait partie de la Grande offensive du Nakdong lors de la bataille du périmètre de Busan. La bataille se termine par une victoire des Nations unies, après qu’un grand nombre de soldats sud-coréens et américains a repoussé une forte attaque nord-coréenne.
Afin de capturer Daegu, les 1re et 13e divisions de l’armée populaire de Corée avancent vers les collines au nord de la ville où ils sont confrontés à la 1re division de l'armée sud-coréenne et à la 1re division de cavalerie américaine. Les Nord-Coréens cherchent alors à occuper un grand nombre de collines, en particulier la colline 902, également connue en Corée surnommée Ka-san, comme le nom de l’ancienne forteresse située à son sommet.
En deux semaines de combats dans et autour de la forteresse, les Nord-Coréens réussissent à repousser graduellement les forces de l'ONU de Ka-san et des collines 755 et 314 vers le sud, mais les lignes de l'ONU ne rompent pas et les Nord-Coréens ne peuvent consolider rapidement leur avancée. Les forces de l'ONU se défendent avec ténacité allant jusqu’à affecter un bataillon du génie sur la ligne de front afin d’empêcher les Nord-Coréens d'avancer le temps que la contre-attaque de l'ONU à Inchon puisse prendre les Coréens à revers.

## Contexte

### Le périmètre de Busan

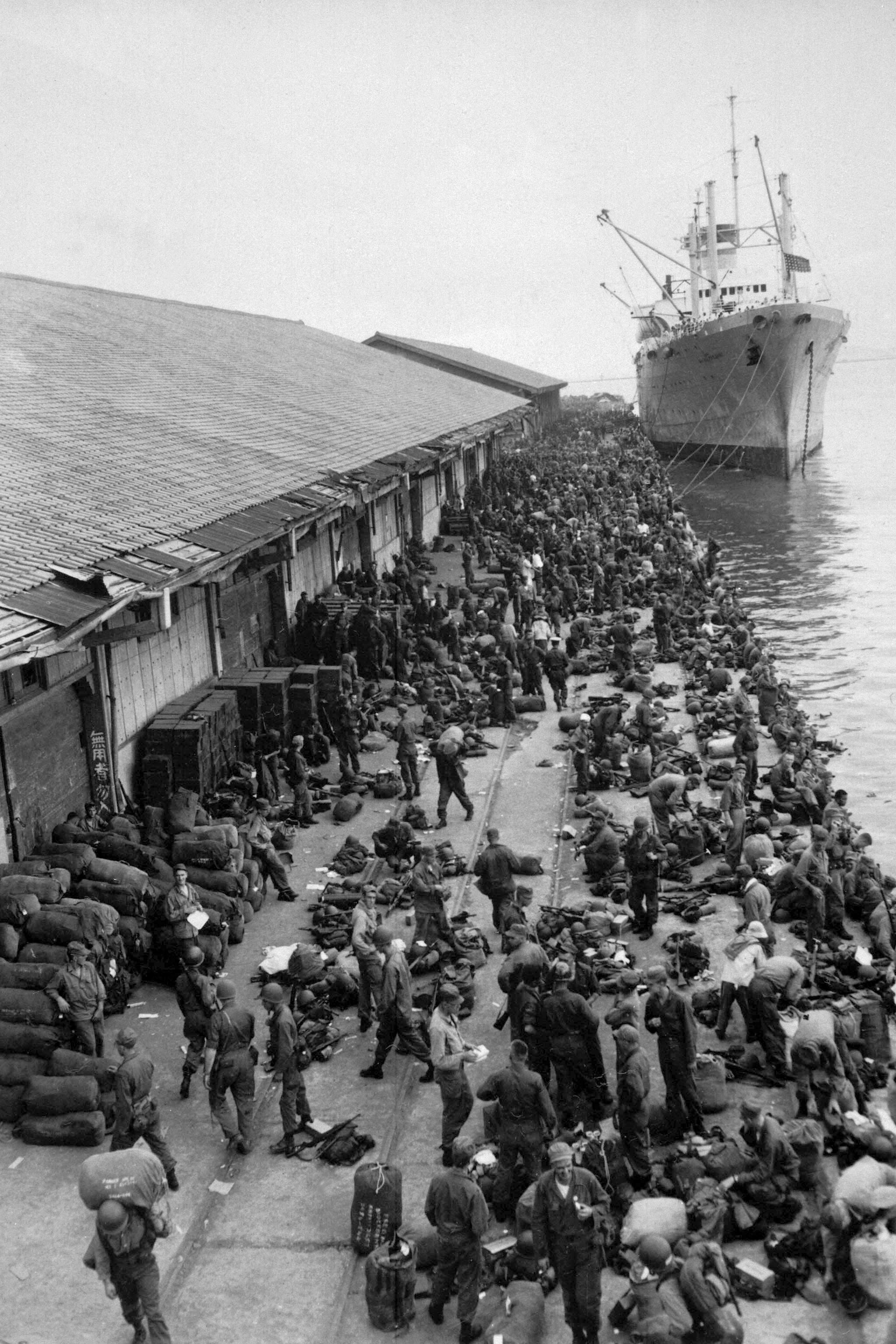
Les troupes américaines en cours de débarquement en Corée, le 6 août 1950.

Dès le début de la guerre de Corée et l'invasion de la Corée du Sud par le Nord, l'Armée populaire de Corée bénéficie d'une supériorité en homme et en équipement tant sur l'armée de terre de la République de Corée que sur les premières forces expédiées par l'Organisation des Nations unies afin d'empêcher l'effondrement de la Corée du Sud. La stratégie nord-coréenne est de poursuivre agressivement les forces des Nations unies et les forces sud-coréennes sur toutes les voies d'approche en direction du sud, attaquant de front et amorçant simultanément un mouvement en tenaille. Cela doit permettre aux Nord-Coréens d’encercler et de couper la retraite de l’ennemi, qui est alors forcé de se retirer en désordre, laissant derrière lui une grande partie de son matériel. De l'offensive initiale du 25 juin aux combats en juillet et début août, les Nord-Coréens utilisent cette stratégie pour vaincre efficacement toutes les forces de l'ONU qui doivent battre en retraite vers le Sud. Cependant, à partir de l’établissement du périmètre de Busan sous la responsabilité de la 8e armée des États-Unis en août, les troupes de l'ONU tiennent efficacement une ligne de défense continue que les troupes nord-coréennes ne peuvent percer ou contourner. La logistique nord coréenne plus faible et éloignée de ses bases ne peut suivre le système logistique mis en place par l'ONU à Busan (en) et leur avantage diminue chaque jour devant le nombre d'hommes et de matériel qui débarque sur le périmètre.
Quand les Nord-Coréens approchent du périmètre de Busan, le 5 août, ils tentent la même technique d'assaut frontal sur les quatre principales voies d'approche vers le périmètre. Tout au long du mois d'août, la 6e division nord-coréenne, et plus tard la 7e division engagent la 25e division d'infanterie américaine durant la bataille de Masan, repoussant d'abord une contre-offensive de l'ONU avant d'attaquer à Komam-ni et à Battle Mountain. La poussée bloque devant les forces de l'ONU, bien équipées et disposant de grandes réserves qui repoussent à plusieurs reprises les forces nord-coréennes. Au nord de Masan, la 4e division nord-coréenne et la 24e division d'Infanterie américaine s'affrontent dans la zone du Nakdong Bulge. Lors de la première bataille du Nakdong, la division nord-coréenne est incapable de tenir sa tête de pont sur la rivière face au grand nombre de troupes de réserve américaines qui tiennent bon et les repoussent, et le 19 août, la 4e division nord-coréenne est refoulée à travers le fleuve avec 50 pour cent de pertes,. Dans la région de Daegu, cinq divisions nord-coréennes qui tentent de prendre la ville sont repoussées par trois divisions de l'ONU à plusieurs reprises au cours de la bataille de Daegu,. Les combats sont violents en particulier dans la Bowling Alley où la 13e division nord-coréenne est presque anéantie. Sur la côte Est, trois autres divisions nord-coréennes sont repoussées par les Sud-Coréens à P'ohang-dong lors de la bataille de P'ohang-dong. Sur l’ensemble du front, les troupes nord-coréennes sont ébranlées par les défaites. Pour la première fois depuis le début du conflit leur stratégie ne fonctionne plus.

### La grande offensive du Nakdong
Lors de la planification de la grande offensive, les commandants nord-coréens se rendent compte que toute tentative d'attaque par les flancs des forces de l'ONU est impossible de par l'appui de la marine américaine. Au lieu de cela, comme seul espoir de réussite, ils choisissent de frapper frontalement le périmètre afin de le réduire. Avertis par le renseignement soviétique, les Nord-Coréens sont conscients que les forces de l'ONU se renforcent le long du périmètre de Busan et qu'ils doivent mener une offensive rapidement, ou renoncer à la bataille. L’objectif secondaire est d’encercler Daegu et de détruire les unités américaines et sud-coréennes présentes dans la ville. À cette fin, les unités nord-coréennes prévoient d'abord de couper les lignes d'approvisionnement vers Daegu.
Le 20 août, le commandement nord-coréen distribue les ordres opérationnels à leurs unités subordonnées. Ces ordres appellent à une attaque simultanée contre les lignes de l'ONU sur cinq zones différentes afin de submerger les défenseurs de l'ONU et de permettre aux Nord-Coréens de percer les lignes et de repousser les forces de l'ONU sur au moins une des zones. Cinq groupes de combat sont constitués. L'attaque sur le centre du périmètre menée par les 3e, 13e et 1re division d’infanterie nord-coréennes, est chargée de percer la 1re division de cavalerie américaine et la 1re division sud-coréenne à Daegu,.

## Bataille

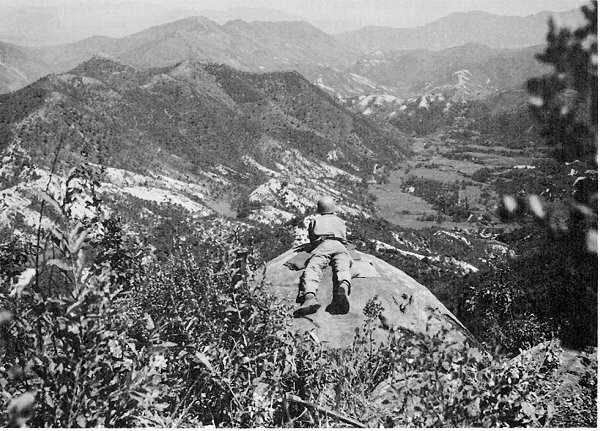
Un soldat américain de la 1re division de cavalerie observe les Nord-coréens sur la colline 518 au Nord de Waegwan lors de la bataille de Tabu-dong.

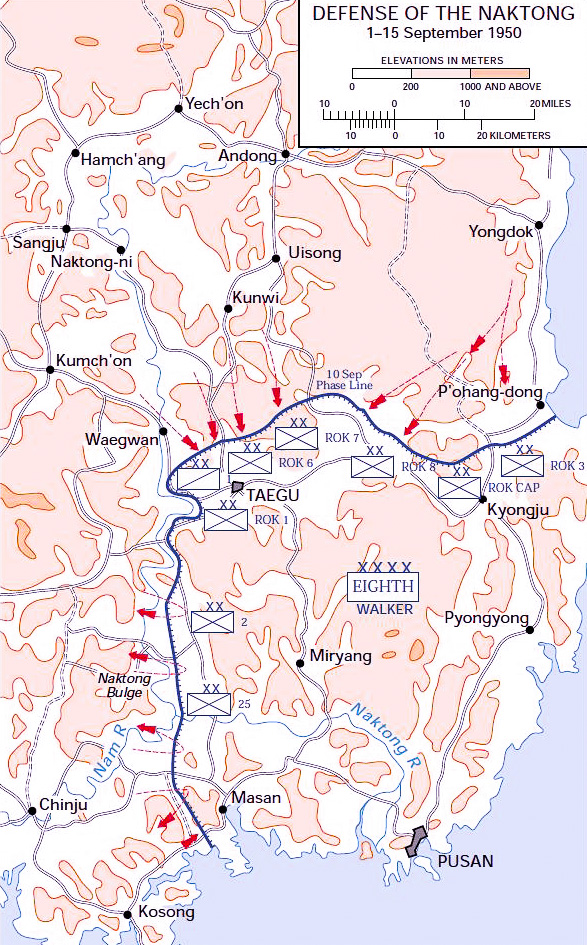
La carte de la ligne défensive de Périmètre Busan en septembre 1950. La zone de Ka-san se situe au nord-ouest du périmètre.

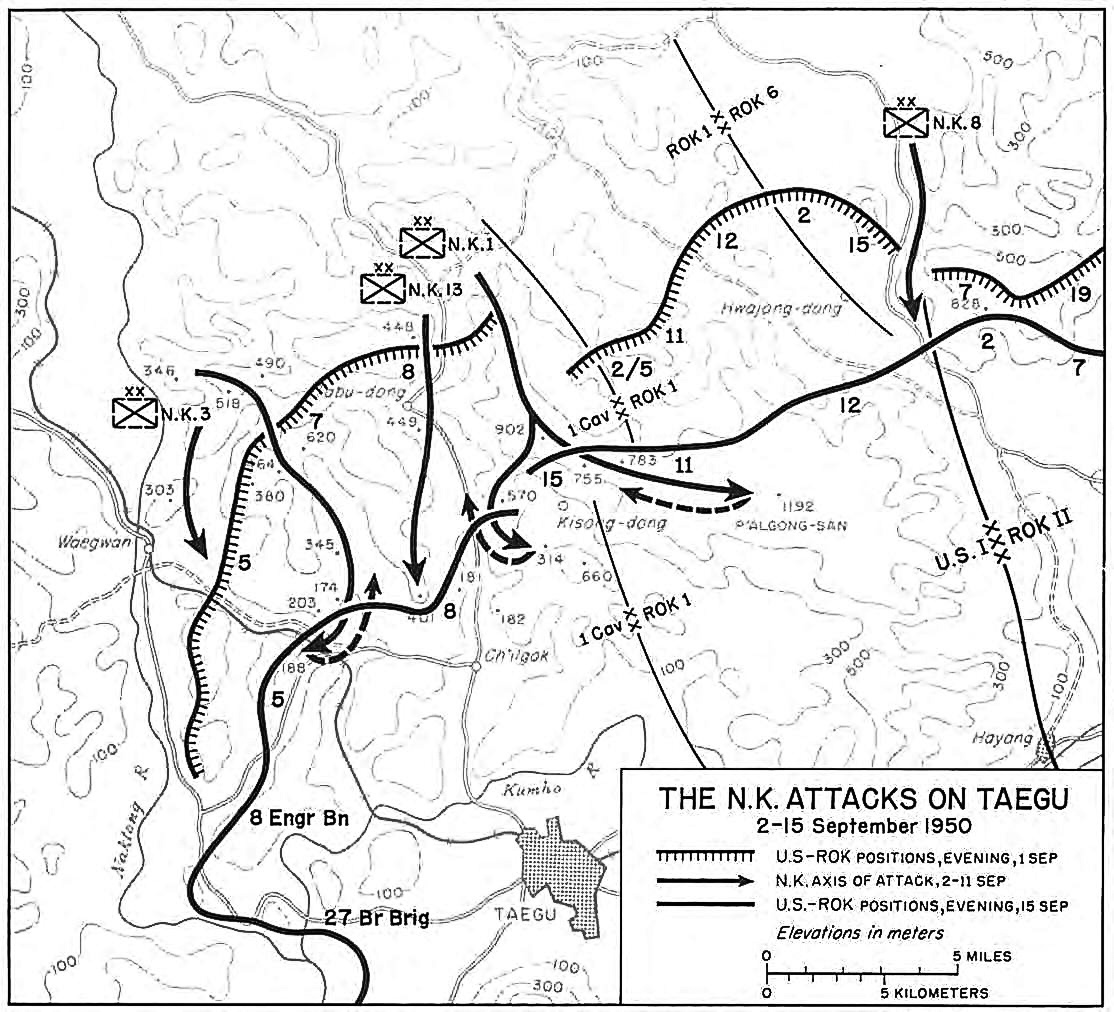
La poussée nord-coréenne vers Daegu, du 2 au 15 septembre 1950.

Simultanément au déroulement de la bataille de Ka-san, et à une coute distance, les troupes de l'ONU et les unités nord-coréens sont dans l'impasse à la bataille de Tabu-dong. Dans ce secteur, le major nord-coréen Kim Song Jun, du 19e régiment, 13e division fait défection le 1er septembre en faveur de l'ONU. Ce dernier rapporte que la Corée du Nord prévoit de lancer une attaque à grande échelle au crépuscule. La 13e division, dit-il, vient de recevoir 4000 nouveaux soldats, et même si 2000 d'entre eux sont encore sans armes, elle compte désormais une force d'environ 9000 hommes. Dès réception de cette information, le major-général Hobart R. Gay, commandant de la 1re division de cavalerie alerte toutes les unités de première ligne afin qu’elle se prépare à l’attaque. Le major-général Paik Sun-yup, commandant de la 1re division d'infanterie sud-coréenne alerte et renforce aussi ses troupes pour se préparer à l'attaque.

### Attaque nord-coréenne
Conformément aux informations fournies par Kim selon lesquelles les Nord-coréens allaient attaquer dans la nuit du 2 septembre, ces derniers frappent avec force dans la zone de Bowling Alley au nord de Daegu. L'attaque prend de court le 8e régiment de cavalerie à Sangju. En effet, la division est mal déployée le long de la route vers cette ville et le manque de force de réserve ne permet pas de contre-attaquer efficacement. Les Nord-Coréens frappent le 2e bataillon du 8e de cavalerie dans la nuit du 2 au 3 septembre sur la colline 448 qu’ils envahissent à l’ouest de la Bowling Alley et à 3,2 km au nord de Tabu-dong. Sur la droite, la compagnie E n'est pas sous le feu ennemi, mais elle est scindée et doit se retirer. Le commandant du 3e bataillon place la compagnie I dans une position de barrage juste au nord de Tabu-dong à cheval sur la route. Là, deux chars T-34 et l'infanterie nord-coréenne frappent à 02h00 le 3 septembre. Lors de cette action, la compagnie I subie de lourdes pertes mais repousse l'attaque. Le 2e bataillon dépassé se retire relayé par le 3e bataillon assemblé à la hâte dans une position défensive au sud de Tabu-dong. Au cours de la journée, des éléments de la 1re division nord-coréenne forcent un peloton I&R du 8e de cavalerie et un détachement de la police sud-coréenne à abandonner la cité fortifiée de Ka-san sur la crête de la colline 902, à 6,4 km à l'est de Tabu-dong. Le 3 septembre, le commandement de l'ONU et la 8e armée des États-Unis accuse la perte simultanée de Tabu-dong et de la colline 902, sommet dominant des montagnes à 16 km au nord de Daegu.
Les Nord-Coréens concentrent ensuite le feu de leur artillerie au nord de la colline 902 et, bien que les tires soient légers et sporadiques, ils provoquent tout de même des dégâts mineurs sur les positions du 99e d'artillerie de campagne. Cette avancée soudaine des Nord-coréens vers le Sud et vers Daegu, inquiète le commandant de la 8e armée, le lieutenant-général Walton Walker. L’armée ordonne à un bataillon sud-coréen situé à Daegu de prendre position à l'arrière du 8e régiment de cavalerie, et la 1re division de cavalerie crée une force opérationnelle, la Task Force Allen, commandé par le commandant en second de la division, le général de brigade Frank A. Allen, Jr. La Task Force est composé de deux bataillons provisoires formés de troupes du quartier général de la division (en) et de troupes des services techniques, des musiciens d’orchestre, de la compagnie de réserve, et d'autres troupes diverses. C'est une force de combat d'urgence qui doit intervenir au cas où les Nord-coréens perceraient les défenses à l'approche de Daegu.

### Contre-attaque américaine sur Ka-san
La 8e armée réplique à l'avancée de la Corée du Nord sur la route Tabu-dong en ordonnant à la 1re division de cavalerie de reprendre et de défendre la colline 902. Cette colline, à 16 km au nord de Daegu permet l'observation de toutes les voies de communication depuis le sud des positions de la 8e armée dans la cité et, dans les mains des Nord-coréens, pourrait être utilisée à des fin de renseignement et pour des frappes directes d'artillerie et de mortier. La colline 902 est trop éloignée de la route Tabu-dong pour la dominer, sinon elle aurait contrôlé cette principale voie de communication. Mais la faiblesse de l'artillerie nord-coréenne et le manque d’obus de mortier limitent l’avantage pour ces derniers de tenir le pic qui demeure essentiellement un point d’observation.
En dépit de l’appellation « cité fortifiée », il n'y a plus aucune ville fortifiée sur la crête de Ka-san en 1950. Ka-san ou la colline 902 est une montagne haute de 910 m qui diffère de la plupart des hauts sommets dans cette partie de la Corée en ayant une zone de forme ovale à son sommet. Cet ovale est une partie d'une crête longue de 1,6 km, variant de 180 m à 730 m de largeur, qui descend du pic à 902 mètres à environ 755 mètres à son extrémité sud. Sur tous les côtés de cette crête, les pentes de la montagne tombent à pic. Dans les temps anciens, les Coréens avaient construit un mur de pierre haut de 9,1 m autour de la crête et avaient transformé le sommet en une forteresse. La plupart du sommet en 1950 est recouvert de broussailles denses et de petits arbres. Il y a aussi quelques petits champs en terrasses. Les Coréens considèrent Ka-san comme une montagne sacrée et près de l'extrémité nord de la crête, on trouve le temple bouddhiste de Poguk.
Lorsque la 1re division de cavalerie assume le 29 août la responsabilité de l'ancien secteur de la 1re division d’infanterie sud-coréenne au nord de Daegu, elle envoie en patrouille un peloton I&R en haut de Ka-san. Au sommet, la patrouille trouve 156 hommes de la police nationale sud-coréenne. Il s’ensuit une discussion entre Gays et Walker afin de savoir qui des Américains ou des Sud-Coréens devaient avoir la responsabilité de la montagne. Gay affirme que sa division en sous-effectif et avec 56 km de front à défendre est déjà surchargée et ne peut pas s'étendre vers l'Est au-delà des collines immédiatement adjacentes à la route Tabu-dong. L'incertitude quant à la responsabilité finale de Ka-san se termine l'après-midi du 3 septembre, quand les Nord-Coréens saisissent la montagne.
La 8e armée téléphone alors au colonel Ernest V. Holmes, chef d'état-major de la 1re division de cavalerie, et lui annonce que la 1re division de cavalerie devra assumer la responsabilité de la cité fortifiée. Holmes répond qu'il envoie une compagnie du génie de combat pour Ka-san. Holmes ordonne au lieutenant-colonel William C. Holley, commandant du 8e bataillon du génie de combat, de faire rapport au colonel Raymond D. Palmer, commandant du 8e régiment de cavalerie. Dans l’après-midi, Palmer à son poste de commandement sur la route Tabu-dong décrit à Holley et aux commandants de la compagnie D, 8e bataillon du génie, et de la compagnie E, 8e régiment de cavalerie, son plan d'attaque pour reprendre le contrôle de Ka-san. La compagnie du génie, commandée par le lieutenant John T. Kennedy, est chargée de mener l'attaque, la compagnie E suivant à sa suite. Une fois la crête gagnée, la compagnie E doit établir des positions défensives et la compagnie du génie redescendre de la montagne. Beaucoup d'hommes de la compagnie D du génie sont des vétérans qui ont combattu lors de la Seconde Guerre mondiale.
Ce soir-là, la compagnie D charge dans des camions et prend la direction du Nord vers la zone de rassemblement sous une forte pluie. En chemin, elle rencontre deux chargements de camions de la police sud-coréenne en route vers le Sud, et chargé de blessés. Ce sont les policiers qui, avec le peloton I&R, avaient été chassés de Ka-san dans l’après-midi. Après avoir attendu un certain temps sous la pluie les ordres, la compagnie du génie fait demi-tour et retourne au camp.

### L'attaque de la compagnie du génie
Le lendemain matin, le 4 septembre, la compagnie D du génie reçoit l'ordre de manœuvrer immédiatement comme une force d'infanterie vers Ka-san. La compagnie n’emporte aucune ration de combat, la compagnie E du 8e de cavalerie, étant chargée d'apporter nourriture et l’eau plus tard. Les troupes du génie arrivent sur leur zone de rassemblement près du village de Kisong-dong à 3,2 km à l'est de la route de Tabu-dong, où Holley a mis en place un poste de commandement et de communication. Des tireurs isolés font feu sur les hommes lorsqu'ils arrivent sur la piste à la base de la pente raide de Ka-San. D’après les informations en possession des Américains, la compagnie s’attend à trouver environ 75 soldats nord-coréens désorganisés sur Ka-san. Mais en réalité, au cours de l'après-midi et de la soirée du 3 septembre, c’est tout le 2e bataillon, 2e régiment, 1re division, qui occupe le sommet du Ka-san.
La compagnie du génie lance son attaque sur la montagne vers midi le 4 septembre, en suivant une piste le long de l’éperon sud. Le 1er peloton avance en tête, sur une seule file, suivi par les 2e et 3e pelotons. Le colonel Palmer, commandant du 8e régiment de cavalerie, considère la mission si importante qu’il décide d’accompagner les troupes du génie avec son officier du renseignement militaire, le capitaine René J. Guiraud. James N. Vandygriff, sergent du 2e peloton de la compagnie D, dans une brève conversation avec Holley, déclare que cette attaque est une mission suicide.
À moins de 1,6 km en suivant la piste, la compagnie D se retrouve sous le feu des mitrailleuses sur son flanc droit, et subit plusieurs victimes. Le commandant de la compagnie Kennedy, rejette la demande de Vandygriff qui voulait prendre la tête d'une escouade afin de mettre hors service les mitrailleuses, de sorte que la file passe la ligne de feu du mieux qu'elle pouvait jusqu'à ce que les Browning BAR M1918 du 3e peloton fassent taire les armes nord-coréennes. Plus loin sur le sentier, une autre mitrailleuse tire depuis la droite le long de la piste jusqu'à ce que les tirs d'artillerie la détruisent. La file d'hommes quitte ensuite la piste, qui sans issue donne sur un ravin, et poursuit son ascension. Les tirs de mortiers nord-coréens tuent deux hommes et blessé huit à dix autres dans cette phase d'ascension. À ce moment, le leader du 2e peloton s'effondre à la suite d'un problème rénal et Vandygriff prend le commandement. Vandygriff guide son peloton, désormais à la tête de la compagnie, sur le ravin et à environ 17h00, parvient à travers un tunnel sous une petite crête et le mur de pierre, au sommet en forme de cuvette de la colline 755, le bras sud de la crête de la colline 902. Les 2e et 3e pelotons sont rapidement arrivés à sa suite. Près du sommet, Palmer reçoit l’ordre radio de Gay de quitter la montagne; en effet, Gay ne savait pas que Palmer avait accompagné l'attaque.

### La défense de Ka-san
Kennedy place les 90 hommes de sa compagnie en un arc d’ouest au nord-est ; le 2e peloton prend le flanc gauche, près du mur de pierre, le 1er peloton prend position au centre sur une colline boisée, et le 3e peloton sur le flanc droit à la lisière d'un bois. En arrivant au sommet, le second lieutenant Thomas T. Jones, commandant du 3e peloton, voit et entend le feu de trois mortiers nord-coréens à 910 m à l'abri sur une crête herbeuse à l'Est. Il suggère à Kennedy de diriger les tirs d'artillerie sur ces mortiers, mais Kennedy ignore cette suggestion. Kennedy établit son poste de commandement à l'intérieur du tunnel derrière la position 2e peloton. La position de la compagnie D est entièrement à l'intérieur de la zone délimitée par le mur de pierre, qui est presque intact, sauf sur le Nord-est près de la position du 3e peloton où il est endommagé et couvert de broussailles et d'arbres. Jones explique ensuite à son sergent de peloton et ses chefs d'escouade qu'ils doivent prendre position à la lisière de la forêt face aux mortiers nord-coréens qu'il a vus sur la crête herbeuse, avant de s'entretenir quelques minutes avec Kennedy. Quelques minutes plus tard, Jones rejoint ses hommes et la 3e escouade à la lisière de la forêt. Ces derniers l’avertissent que le sergent du peloton et le reste de l’escouade ont continué vers la crête herbeuse. Un des membres de l'escouade appelle alors Jones à la lisière de la forêt et signale 12 soldats nord-coréens bien camouflés, l'un d'eux portant une mitrailleuse, descendant la crête étroite dans leur direction depuis la position des mortiers.
Jones décide de ramener ses deux autres escouades pour former une ligne continue et, pensant que cela ne prendrait que quelques minutes, il laisse son poste de radio SCR-300 derrière lui. Jones trouve une équipe, mais l'autre est allé plus loin et n'est pas visible. Et alors qu'il étudie la situation et envoie un messager ramener cette dernière équipe, les Nord-Coréens attaquent la principale position de la compagnie située derrière lui. À en juger par le bruit qu'il entend, Jones pense que les Nord-Coréens ont manœuvré avec force vers la cuvette boisée située entre lui et le reste de la compagnie. La 3e escouade n’ayant pu le rejoindre, lui et le reste du peloton descendent de la crête par un ravin sur la gauche.
Cette nuit-là, Jones et les huit hommes avec lui sont restés dans le ravin juste sous la crête. Sans sa radio, il ne peut pas communiquer avec le reste de la compagnie et pensent qu’elle a été détruites ou chassés de la colline. Le lendemain, la mitraille du sommet de la colline par les avions de combat américains, confirme sa conviction qu'aucun des hommes de la compagnie D n’est encore présent. Si certains des hommes dans l'équipe de tête ont pu retrouver les lignes américaines, les Nord-Coréens capturent Jones et ses huit hommes au pied de la colline le 10 septembre alors qu'ils tentent de se frayer un chemin à travers les lignes nord-coréennes. Cela explique pourquoi, à l'exception de la 3e escouade qui a rejoint la compagnie D, ce soir là, le 3e peloton est demeuré hors de l'action et au loin de la crête presque dès son arrivée au sommet, sans que Kennedy et le reste de la compagnie ne soit informé à ce moment.

### Les Nord-Coréens frappent la colline 755
Environ 30 minutes après que la compagnie D ait atteint la colline 755, un bataillon nord-coréen lance une attaque sur la colline 755 depuis la crête de la colline 902. L'attaque principale frappe le 2e peloton de Vandygriff juste après que Vandygriff ait mis en place et chargé deux mitrailleuses. Ces mitrailleuses et la protection du mur de 4,6 m sur la gauche permettent à la compagnie D de repousser cette attaque, qui fait un mort et trois blessés dans la 2e section. Cette nuit-là, les mortiers et les armes légères nord-coréennes harcèlent la compagnie et ces derniers lancent plusieurs petites attaques de reconnaissance. Ne disposant d’aucune communication avec le 3e peloton, Kennedy envoie une patrouille en direction de sa position supposée. La patrouille ne retrouve pas le peloton, mais découvre le lance roquettes et deux mitrailleuses légères appartenant à ce dernier.

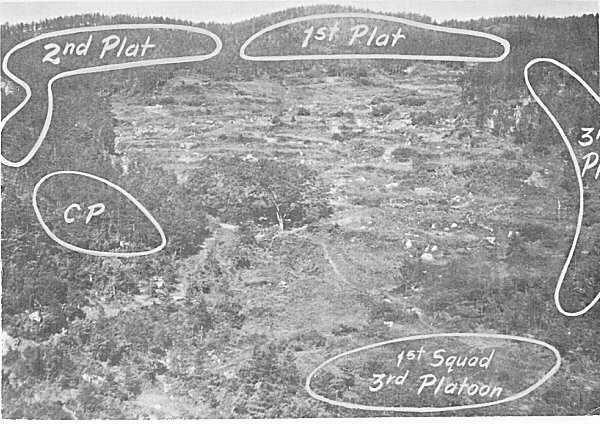
La ligne défensive de la compagnie D au sommet de la colline 755.

À l'aube, le 5 septembre, les Nord-Coréens attaquent à nouveau. La compagnie repousse cette attaque, mais subit quelques pertes. Un tir nord-coréen détruit la radio de Vandygriff, l’obligeant à utiliser les coureurs afin de communiquer avec le poste de commandement de Kennedy. Alors que les munitions s’amenuisent, trois avions C-47 Skytrain effectuent un largage de matériel sur la zone. Pour identifier le lieu de parachutage, Kennedy utilise des panneaux d'identification d'orange, mais les Nord-Coréens utilisent des panneaux similaires. Et les avions larguent leurs paquets de munitions et de nourriture sur les positions nord-coréennes. Immédiatement après les parachutages, deux avions de combat F-51 Mustang se mettent à attaquer la compagnie D. Les panneaux nord-coréens ont trompé à la fois les cargos et les avions de chasse. Les chasseurs larguent deux réservoirs de napalm sur le périmètre de la compagnie D, mais aucun soldat n’est blessé. Puis les avions mitraillent les positions du 2e peloton, sans faire de victime. Peu de temps après cette attaque aérienne, les troupes nord-coréennes attaquent les positions, et le feu des PPSH-41 nord-coréens blesse Kennedy à la jambe et à la cheville.
La veille, la compagnie E a pris du retard alors qu’elle avait pour mission de marcher dans les pas de la compagnie D sur la colline 755. Peu de temps après que la compagnie du génie ait commencé à suivre la piste le 4 septembre, la compagnie E arrive au poste de commandement de Holley à la base de la montagne. Les tirs de mortiers nord-coréens tombent sur la piste à ce moment et le commandant de compagnie E refuse de poursuivre la montée. Holley communique par radio cette information à Palmer qui désigne un autre commandant de compagnie. Mais ce second officier est rapidement blessé à la jambe et Holley doit désigner un troisième officier, qui commence à suivre la piste sur la montagne avec la compagnie E vers 20h00. Juste avant l'aube, le feu nord-coréen arrête la compagnie à 460 m avant la crête. C'est cette même compagnie que la 13e division nord-coréenne a déjà frappé quand elle a lancé son attaque le soir du 2 septembre et débordé le 2e bataillon au nord de Tabu-dong. Fatigués et découragés de cette expérience et de leur voyage de retour pour rejoindre le régiment, les hommes de la compagnie E souffrent d'un moral bas.
Peu de temps après que le peloton de la compagnie E ait rejoint Vandygriff, les Nord-Coréens attaquent à nouveau. Les fantassins de la compagnie E n’ont aucun mortier avec eux et ne disposent que d’armes légères. Vandygriff prend alors un lance-roquettes de 3,5 pouces et tire sur les assaillants, les contraignant à cesser l'attaque. Mais les troupes de Vandygriff se retrouvent presque à court de munitions. Il ordonne alors à ses hommes de ramasser toutes les armes et les munitions des nord coréens tombés au combat. Ils récupèrent environ 30 à 40 fusils, cinq mitrailleuses Ppsh-41, et quelques grenades à main.
Au cours du ramassage de ces armes, Vandygriff rejoint la position retranchée du soldat de première classe Melvin L. Brown (en), un mitrailleur de la 3e escouade car au pied du mur autour de la position de Brown gisent 15 à 20 morts nord-coréens. Brown se situe à côté de la paroi à l'extrême gauche de la position de peloton à un point où le mur est haut de seulement 1,8 m. Plus tôt dans la journée, vers 08h00, Kennedy s’était aussi rendu sur la position de Brown qui avait déjà fait cinq morts avec sa mitrailleuse. Brown avait été légèrement blessé à l'épaule, mais il l’avait lui-même bandée et avait refusé de quitter son poste. Plus tard, Brown, à court de munitions, utilise ses quelques grenades à disposition pour défendre sa position avant d'être contraint d'utiliser sa bêche pour frapper les Nord-Coréens à la tête alors qu'ils essaient de grimper sur le mur.

### Évacuation de Ka-san

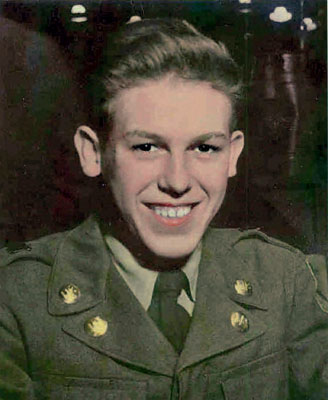
Le soldat de première classe mort au combat a été récompensé de la Medal of Honor pour ses actions à Ka-san.

À 13:30, le major général Gay ordonne au 8e régiment de cavalerie de retirer ses hommes de Ka-san. Gay pense qu'il ne dispose pas des forces suffisantes pour sécuriser et tenir la colline et que de toute manière les Nord-Coréens n’ont pas assez de munitions pour exploiter cette position comme point d'observation afin d’orienter leurs tirs d’artillerie et de mortier. Cependant, le lieutenant-colonel Holley n’arrive pas à joindre la compagnie D du 8e bataillon du génie de combat.
La pluie recommence à tomber et un épais brouillard bouche le sommet de la montagne, ce qui réduit considérablement la visibilité. Là encore, les Nord-Coréens attaquent le 2e peloton et les fantassins de la compagnie E adjacente. Un des soldats du génie est touché au cou et Vandygriff l’envoie au poste de commandement de la compagnie. Seulement le soldat revient et déclare qu'il n'y a plus de poste de commandement, qu'il n’a trouvé personne qu’il n’a vu que des morts nord-coréens. Vandygriff informe alors le sous-officier qui commande le peloton de la compagnie E et ces derniers décident de se replier.
Alors que Vandygriff et ses hommes commencent à se replier de la colline, le feu nord-coréen tombe sur la zone de peloton depuis presque toutes les directions. Les chefs d'escouade commencent à détruire les armes que le peloton ne peut importer. À ce moment, ils découvrent le soldat Brown mort. Vandygriff dit à ses troupes de ne pas retirer les plaques d'identité militaire sur les morts qu'ils ne peuvent emporter, car cela sera le seul moyen de les identifier plus tard. Vandygriff met son peloton dans une formation en V et le conduit hors de la colline par le même chemin qu'ils avaient emprunté à l’aller. En route, ils récupèrent quatre blessés.
Dans l'après-midi, au pied de la colline, Holley voit arriver les hommes de la compagnie E, bientôt rejoint par les hommes de la compagnie D du génie. Chaque groupe pensait être les derniers survivants rapportant des histoires confuses et contradictoires. Lorsque tous les membres survivants de la compagnie D sont enfin rassemblés, Holley constate que la compagnie a subi 50 pour cent de pertes ; 18 hommes ont été blessés et 30 sont portés disparus.

### Consolidation nord-coréenne
Le 4 septembre, des soldats de la 1re division d’infanterie sud-coréenne capturent un Nord-coréen près de Ka-san qui dit que près de 800 soldats nord-coréens sont à Ka-san avec trois bataillons qui les suivent depuis le Nord. Et si la compagnie du génie a réussi à établir brièvement un périmètre dans la zone tenue par les Nord-coréens, dans la soirée du 5 septembre, Ka-san est solidement aux mains la Corée du Nord avec cinq bataillons pour un total d'environ 1 500 soldats disposés sur la colline. Un convoi nord-coréen de chariots tirés par des bœufs et transportant des obus de mortier de 82 mm et du riz atteint le sommet de Ka-san pendant la journée. La 1re division sud-coréenne capture ce convoi quelques jours plus tard au sud de Ka-san. Le 10 septembre, un T-6 Mosquito peut observer 400 à 500 Nord-Coréens sur la crête de Ka-san.
Maintenant, avec Ka-san fermement en leur possession, les 13e et 1re divisions nord-coréennes sont prêtes à descendre sur Daegu. Le 6 septembre, le jour après que les troupes américaines ont été chassées de Ka-san , une force nord-coréenne établi un barrage routier à 4,8 km en dessous de Tabu-dong et d'autres unités occupent la colline 570, à 3,2 km au sud-ouest de Ka-san et surplombant la route de daegu depuis sa face Est. Le lendemain matin, cinq chars de la 16e compagnie de reconnaissance se préparent à mener une attaque contre le barrage. Les troupes nord-coréennes sont dans un champ de riz à l'Ouest et sur les collines à l'est de la route. Gay observe en personne l'opération. L’attaque des chars permet de rapidement disposé des Nord-Coréens dans le champ de riz, mais l'infanterie américaine passe plusieurs heures à nettoyer les collines sur le côté Est de la route.
Le 7 septembre, l’artillerie nord-coréenne bombarde les batteries des 9e et 99e bataillons d'artillerie de campagne, forçant le déplacement de deux batteries durant la journée. Les frappes aériennes et de l'artillerie américaines ciblent les collines 902 (ka-san) et 570 avec un feu nourri. Même si la 1re division de cavalerie recule presque partout ce jour-là, Walker ordonne à cette dernière et au 2e corps sud-coréen d’attaquer et de saisir la colline 902. Il ordonne à la 1re division de cavalerie américaine et à la 1re division sud-coréenne de maintenir un contact physique entre les unités lors de l’attaque.
Dans la matinée du 8 septembre, le 3e bataillon, 8e de cavalerie du lieutenant-colonel Harold K. Johnson, après un repli depuis son ancienne position pendant la nuit, est chargée de repousser les Nord-Coréens de la colline 570. Les trois sommets de cette masse montagneuse se trouvent sous les nuages, ce qui rend impossible un soutien de l'infanterie par des frappes aériennes ou des tirs d'artillerie et de mortier. Johnson place ces trois compagnies dans l'assaut contre les trois pics; deux d'entre elles atteignent leurs objectifs, l'une avec peu d'opposition, l’autre surprend les soldats nord-coréens dans leur sommeil. Mais les contre-attaques nord-coréennes permettent à ces derniers de reprendre le deuxième pic. La principale force de la Corée du Nord se trouve sur la colline 570, le troisième et le plus élevé des trois sommets. Là, les Nord-coréens tiennent fermement contre l'attaque de la compagnie L. Le commandant de la compagnie I et le commandant en second de la compagnie L sont tués, ainsi que plusieurs sous-officiers. On estime que 1000 soldats nord-coréens tiennent la colline 570 à 13 km au nord de Daegu, et le 8 septembre, Walker décide de maintenir une pression continue sur le flanc Est du secteur de la 1re division de cavalerie, menace la plus immédiate pour les forces de l'ONU sur le périmètre de Busan.
Ce même jour, le 8 septembre, lorsque les forces nord-coréennes menacent les collines 314 et 660 au sud-est de la colline 570, la 1re division de cavalerie annule la poursuite planifiée de l’attaque contre la colline 570 par le 3e bataillon du 7e régiment de cavalerie.

### Daegu menacée
Au milieu de cette poussée sur Daegu, la pénurie de munitions devient critique pour les forces de l'ONU. La situation est telle que, le 9 septembre, le commandant des forces des Nations unies, le général Douglas MacArthur, envoie des messages urgents demandant que deux navires de munitions alors en route pour Yokohama et Busan et transportant 172 790 obus de 105 mm, et qui doivent arriver le 11 septembre, procèdent à la vitesse maximale. Le 10 septembre, la 8e armée est contrainte de réduire les munitions affectées aux obusiers de 105 mm en réduisant la cadence de feu de 50 à 25 tirs par obusier et par jour, sauf en cas d'urgence. Les munitions pour les armes légères sont aussi en pénurie critique. Et le 17e bataillon d'artillerie, arrivé en Corée avec les premiers obusiers de 8 pouces, ne peut être engagé dans la bataille par manque de munitions.
La 1re division nord coréenne commence à manœuvrer vers la zone de la 1re division sud-coréenne dans le flanc droit de la 1re division de cavalerie. Son 2e régiment, avec 1 200 hommes, avance de 9,7 km depuis l'est de la colline 902 vers l'imposante colline P'algong-san haute de 1 200 mètres. Il atteint le sommet de P'algong-san aux lumières du jour le 10 septembre, et un peu plus tard de nouveaux renforts procèdent à une charge vers les positions sud-coréennes. La République de Corée repousse la charge, tuant ou blessant environ les deux tiers de la force d’attaque.
La 1re division de cavalerie américaine concentre alors la plupart de ses unités de combat sur son flanc droit au nord de Daegu. Le 3e bataillon, 7e de cavalerie, attaché au 8e régiment de cavalerie, est derrière ce régiment sur les collines 181 et 182 à califourchon sur la route de Tabu-dong à seulement 9,7 km au nord de Daegu. Le reste du 7e régiment de cavalerie (le 1er bataillon rejoint le régiment pendant la journée) est dans la vallée de la rivière Kumho (en) à l'arrière droit entre les Nord-Coréens et l’aérodrome de Daegu, qui est situé à 4,8 km au nord-est de la ville. Le 5e régiment de cavalerie est disposé sur les collines à cheval sur la route de Waegwan à 13 km au nord-ouest de Daegu. Sur sa gauche l'ensemble du 8e bataillon de combat du génie est aligné comme infanterie, avec la mission de tenir un pont sur la rivière Kumho près de sa jonction avec le fleuve Nakdong à l'est de Daegu.
Les combats au nord de Daegu dans les environs des collines 660 et 314 le 11 septembre sont lourds et confus. Pendant un moment, la 1re division de cavalerie craint une percée à travers les positions du 3e bataillon, 7e de cavalerie. Les compagnies de fusiliers de la division sont très affaiblies. Le 11 septembre, la compagnie E du 5e de cavalerie attaque la colline 203 sur la gauche de la division vers Waegwan avec seulement trois officiers et 63 hommes. La veille, la compagnie C, 7e de cavalerie, ne dispose que de 50 hommes. Les rares compagnies du 3e bataillon disposant d’une centaine d’hommes sont employées par Johnson pour assurer l’assaut ce jour.

### La colline 314
Alors que le 3e bataillon, 8e de cavalerie, attaque encore une fois en vain la colline 570 le 11 septembre, à 3,2 km de là et plus près encore de Daegu, des soldats nord-coréens saisissent la crête de la colline 314. En fait, ces deux masses montagneuses sont adjacentes et les étages inférieurs de ces reliefs sont communs. Les Nord-Coréens envoient la 16e compagnie de reconnaissance depuis la colline et seul le 5e bataillon d'entrainement sud-coréen, se précipite sur la ligne depuis Daegu afin de prendre une position de soutien et empêcher les Nord-Coréens de prendre le contrôle complet de la zone. Ce bataillon sud-coréen tient toujours une partie de la pente inverse de la colline 314 lorsque le 3e bataillon, 8e de cavalerie, se précipite vers lieu de ses attaques sur la colline 570 et essaie de reprendre la position. Le bataillon sud-coréen par deux fois attaque et atteint la crête, mais ne peut tenir la zone, et s'enterre au pied des pentes sud de la colline. Le poste de commandement du 3e bataillon, 7e de cavalerie, doit combattre l'infiltration de Nord-Coréens le 12 septembre alors que le bataillon se prépare à attaquer à travers les lignes du 8e de cavalerie contre la colline 314.
L’attaque du 12 septembre fait partie d'une grande contre-attaque des Américains et des Sud-Coréens contre les 13e et 1re divisions nord-coréennes afin de les arrêter au nord de Daegu. Le 2e bataillon, 7e de cavalerie, relaye les unités sud-coréennes sur la colline 660, à l'Est de la colline 314, avec la mission de sécuriser cette colline. Plus à l'est, la 1re division sud-coréenne a la mission d'attaquer depuis P'algong-san en direction de Ka-san. Le point le plus proche de Daegu occupée par les forces nord-coréennes à ce moment est la colline 314 tenue par la 13e division. Les Nord-coréens concentrent environ 700 soldats sur cette dernière. Ils ont l'intention de s’appuyer sur cette position pour leur prochaine poussée sur Daegu. Ce point permet l’observation de Daegu et surplombe les collines plus au sud bordant la cuvette de Daegu. La colline 314 est en fait le point culminant sud d'une masse montagneuse de 500 mètres qui se trouve à proximité du côté Est de la colline 570 et séparée de cette dernière par un ravin profond. Le point sud culmine à 314 mètres et la ligne de crête monte vers le Nord sur une distance de 1,6 km avec des pentes très raides.
Le lieutenant-colonel James H. Lynch du 3e bataillon, 7e de cavalerie, compte à la veille de son attaque contre la colline 314, 535 hommes. Le bataillon, qui a été organisé à Fort Benning, en Géorgie, à partir du 30e régiment de la 3e division d'infanterie, est arrivé en Corée à la fin août. Le premier déploiement du 7e de cavalerie a commencé neuf jours plus tôt sur la colline 518 ; l’attaque de la colline 314 est sa deuxième opération. Le plan d'attaque du bataillon est radicalement différent de celui employé contre la colline 518 qui avait été un échec. L'aspect clé du plan d'attaque de la colline 314 prévoit que de nombreux tirailleurs soient placés au-dessus de la ligne de crête, en attaquant avec deux compagnies côte à côte le long de l'arête, par opposition à la colline 518, où la puissance de feu était réduite à un seul peloton amené simultanément à porter contre les Nord-Coréens. En raison de la pénurie de munitions, il n'y a aucune préparation d'artillerie sur la colline 314, mais des frappes aériennes sont tout de même effectuées avant que le bataillon de Lynch, avec la compagnie L sur la gauche et la compagnie I sur la droite ne commence son attaque des pentes inférieures à 11 h 00 le 12 septembre.
Les tirs nord-coréens de mortiers de 120 mm tombent déjà sur bataillon quand il se met en mouvement sur la colline, mais sur 460 m, ce dernier ne rencontre que des tirs sporadiques de mitrailleuses légères. Au fur et à mesure de l’avancée, le feu nord-coréen s’intensifie ralentissant la progression. Sur la gauche, des hommes de la compagnie L voient environ 400 Nord-coréens se préparer à contre-attaquer. Ils demandent par radio une frappe aérienne, mais les avions désignés sont au sol en cours de ravitaillement. Les troupes sont tout de même capables de repousser la contre-attaque avec une combinaison d’artillerie, de mortier et des armes légères. La frappe aérienne intervient finalement à 14:00, balayant le sommet et le versant nord de la crête. À ce moment les tirs de mortier nord-coréens ont déjà fait de nombreuses victimes, et des éléments des compagnies L et I sont entremêlés. Mais, contrairement à l'action sur la colline 518, les hommes poursuivent l'attaque souvent de leur propre gré, car beaucoup d'officiers ont été touchés. En effet, beaucoup d'officiers ont été blessés, mais nombre d’entre eux ont aussi refusé l'évacuation et ont préféré continuer l'attaque. Quinze minutes après la frappe aérienne, le 3e bataillon reprend son attaque vers la crête. Alors qu’il approche du sommet, les Nord-Coréens quittent leurs positions dans une violente contre-attaque. Par deux fois les Américains réussissent à gagner la crête, mais de nombreux tirs de mortier et de mitrailleuse les repoussent. Après un autre raid aérien et pour une troisième tentative, le commandant de compagnie mène ses hommes au sommet. Les hommes grimpent tant bien que mal une pente à 60 degrés afin d’atteindre une dernière fois le sommet, où ils encerclent et envahissent les positions nord-coréennes. Les hommes restants des deux compagnies américaines sécurisent la colline, puis se réorganisent conjointement. En effet, il reste moins de 40 hommes dans la compagnie L et environ 40 dans la compagnie I ; cette dernière ayant aussi perdu tous ses officiers.
Le commandant de la 1re division de cavalerie, le major-général Hobart R. Gay demande une analyse de cette action qu'il juge exceptionnelle. Il constate que le 3e bataillon a subi 229 pertes au combat dans les deux premières heures. Parmi ceux-ci, 38 soldats ont été tués et 167 blessés, le reste des pertes sont attachées aux Sud-Coréens. Le poste de secours du bataillon rapporte qu’il a traité 130 blessés. Les autres blessés ont été traités au poste médical du 8e de cavalerie. Beaucoup d'hommes avec des blessures mineures n’ont pas demandé de soins médicaux avant la fin de la bataille. On ne relève que cinq cas de choc de psychologique au combat contre 18 sur la colline 518. Les tirs de mortier nord-coréens ont causé 80 pour cent des victimes.
Le bataillon tient la colline 314 durant les six prochains jours et récupère une grande quantité de matériel et de munitions nord-coréennes. En effet, les soldats nord-coréens sur la colline 314 portaient des bottes, des uniformes et des casques de combat américains. Beaucoup d'entre eux disposaient aussi de fusils américains M1 Garand. Les Américains ont retrouvé 200 morts nord-coréens sur la colline et ils estiment à près 500 soldats en comptant les blessés et portés disparus les pertes nord-coréennes durant cette phase de la bataille. Plusieurs cas de torture ou de crimes de guerre commis par les Nord-coréens pendant l'action sur la colline 314 ont aussi été reportés. Le 12 septembre, tandis que la dernière action sur la colline se déroulait, les troupes ont découvert un officier américain qui avait été attaché avec de l'essence versée sur lui, puis brûlé vif. Deux jours plus tard, les membres du bataillon ont trouvé sur la colline les corps de quatre autres soldats américains avec les mains attachées. Les corps portaient des preuves que les hommes avaient reçues des coups de baïonnette et abattu alors qu'ils étaient attachés.

### Le repli Nord-coréen
Après la prise de la colline 314, le 12 septembre, la situation au nord de Daegu s’améliore,. Le 14 septembre, le 2e bataillon, 8e de cavalerie attaque et, soutenu par un feu d’appui depuis la colline 314, conquiert une partie de la colline 570 au 19e régiment de la 13e division nord-coréenne.
Sur la droite, la 1re division sud-coréenne poursuit son attaque au nord-ouest et avance jusqu’à Ka-san. Le 11e régiment sud-coréen saisit la colline 755 le 14 septembre, et dans le même temps, de petits détachements du 15e régiment sud-coréen atteignent les remparts de pierre de Ka-san. La République de Corée et les troupes nord-coréennes se battent pendant la nuit et la journée du 15 sur de nombreux points le long de la ligne de crêtes qui se prolonge au sud-est depuis Ka-san vers les collines 755 et 783 et vers P'algong-san. Des soldats nord-coréens fait prisonniers par la République de Corée permettent à cette dernière d’estimer qu’il y a environ 800 Nord-Coréens sur cette crête élevée. La 1re division sud-coréenne estime par la suite qu’il y avait environ 3 000 Nord-Coréens à l'intérieur du périmètre clos de Ka-san et environ 1 500 ou 2 000 à l’extérieur près de la crête. À ce moment la majeure partie de la 1re division nord-coréenne se retire progressivement de Ka-san et de son voisinage. Et les informations indiquent que la 13e division se retire également vers le Nord. Dans l'après-midi du 14 septembre, les observateurs aériens rapportent que quelque 500 soldats nord-coréens se déplacent au nord de Tabu-dong. Bien que ces signes soient porteurs d'espoir pour les Américains, Walker continue de préparer la défense de Daegu. Dans ce cadre, quatorze bataillons de police sud-coréenne sont positionnés dans et autour de la ville.
Le 15 septembre, les combats continuent sans relâche au nord de Daegu,. Le 2e bataillon, 8e de cavalerie combat toujours pour prendre le contrôle total de la colline 570 sur le côté Est de l'autoroute de Tabu-dong. De l'autre côté, le 2e bataillon, 8e de cavalerie attaque la colline 401, où une force nord-coréenne a pénétré dans l'espace entre le 8e et le 5e régiment de cavalerie. Les combats sur la colline 401 sont particulièrement sévères et se poursuivent à la nuit est tombée.

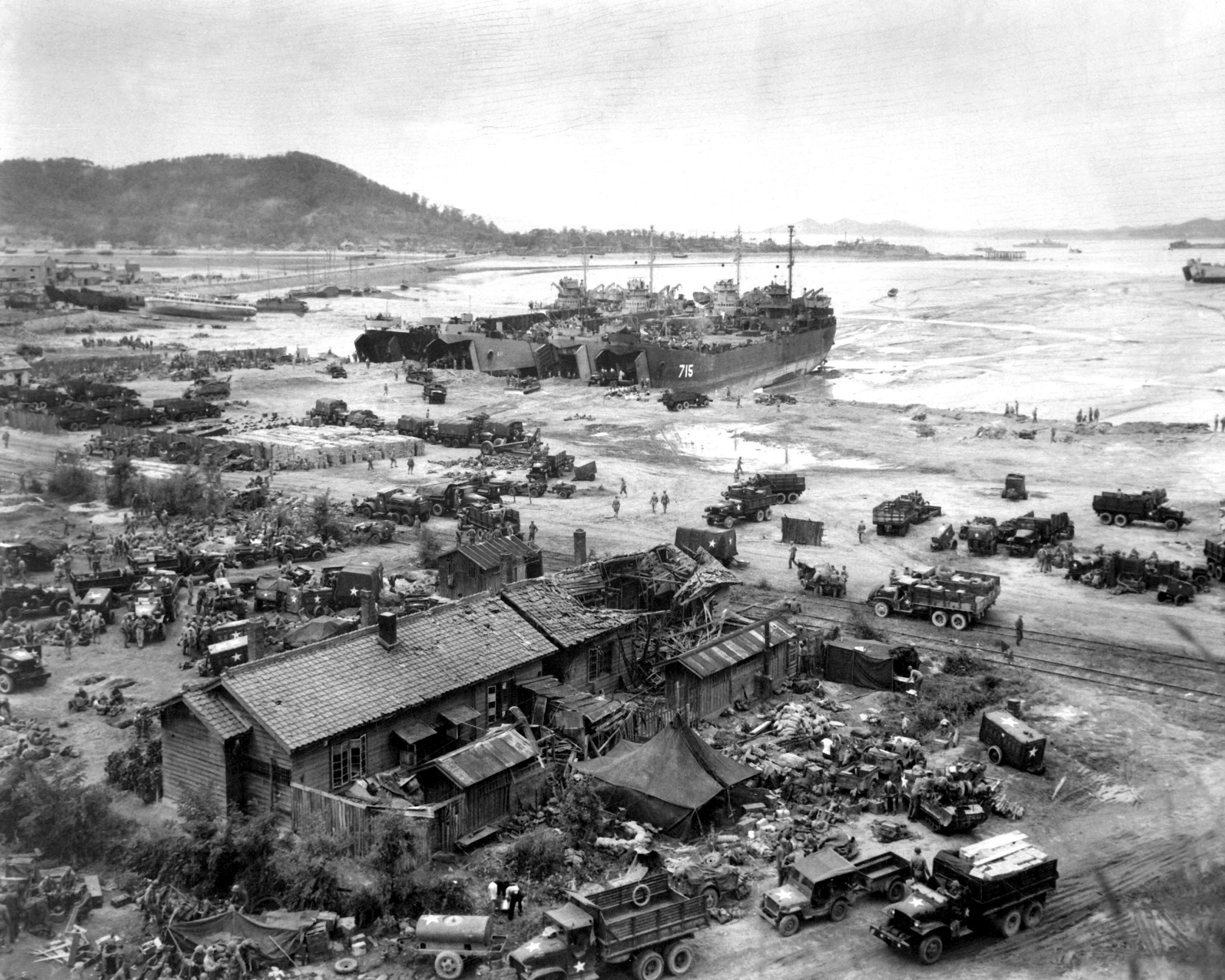
Le débarquement d'Incheon, le 15 septembre 1950.

La contre-attaque de l'ONU à Incheon fait s'effondrer la ligne nord-coréenne et coupe toutes leurs principales voies d'approvisionnement et de renforcement,. Le 19 septembre, les troupes de l'ONU découvrent que les Nord-Coréens ont abandonné une grande partie du périmètre de Busan au cours de la nuit. Les unités de l'ONU commencent alors à avancer depuis leurs positions défensives afin de reprendre et occuper les anciennes positions nord-coréennes,. La plupart des unités nord-coréennes commencent à mener des actions afin de retarder les troupes de l’ONU et laisser le temps à son armée de prendre le chemin du Nord vers la Corée du Nord. Les Nord-Coréens se retirent en premier lieu de la zone de Masan dans la nuit du 18 au 19 septembre. Après ce premier retrait, le reste des forces nord-coréennes se retire rapidement en direction du Nord. Les unités américaines se mettent alors à la poursuite de ces dernières en passant sur les positions du Nakdong, qui n’ont plus d'importance stratégique.

## Conséquences
Les 13e et 1re divisions nord-coréennes ont presque été complètement détruits dans les combats. La 1re division comptait 5 000 hommes au début de l'offensive au 1er septembre et la 13e division 9 000 soldats. Sur ce nombre, seuls 2 000 hommes de la 1re division ont pu atteindre la Corée du Nord en octobre. La majorité des troupes de la division ont été tuées, capturé ou elles ont déserté. La 13e division a été anéantie. La plupart des officiers de la division, y compris son commandant d’artillerie, le chirurgien de la division, le chef du personnel, et deux des trois commandants de régiment sont morts. Lorsque le 19e régiment nord-coréen se rend à Tanyang, il ne compte plus que 167 hommes. Pas plus de quelques centaines sur les 9 000 hommes sont de retour en Corée du Nord. La totalité du 2e corps nord-coréen est dans un état similaire, et l'armée nord-coréenne, épuisée par les combats sur le périmètre de Busan et dont les lignes ont été coupées après Inchon est au bord de la défaite.
À ce moment, la 1re division de cavalerie a subi 770 tués, 2 613 blessés et 62 capturés sur le périmètre de Busan. Cela inclut environ 600 blessés et près de 200 tués au combat lors de la bataille de Daegu le mois précédent. Les forces américaines ont été sans cesse repoussées, mais demeurent en mesure d'empêcher les Nord-Coréens de briser le périmètre de Busan. La division dénombre 14 703 soldats au 1er septembre et demeure en excellente condition pour attaquer en dépit de ses pertes. La 1re division sud-coréenne comptait 10 482 hommes au 1er septembre, mais le nombre des victimes sud-coréennes à la bataille est difficiles établir même si elles sont lourdes.